# 복섬

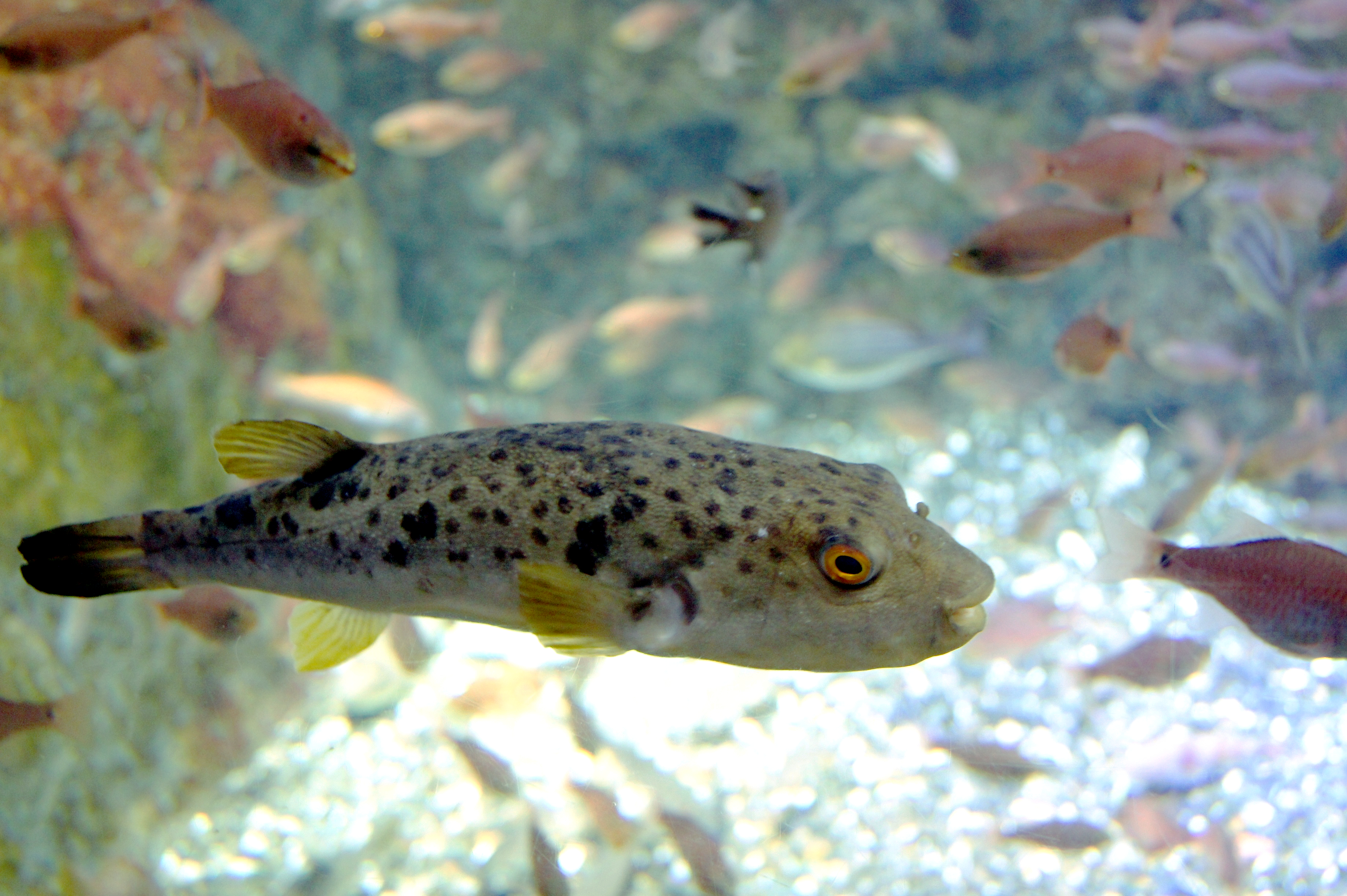

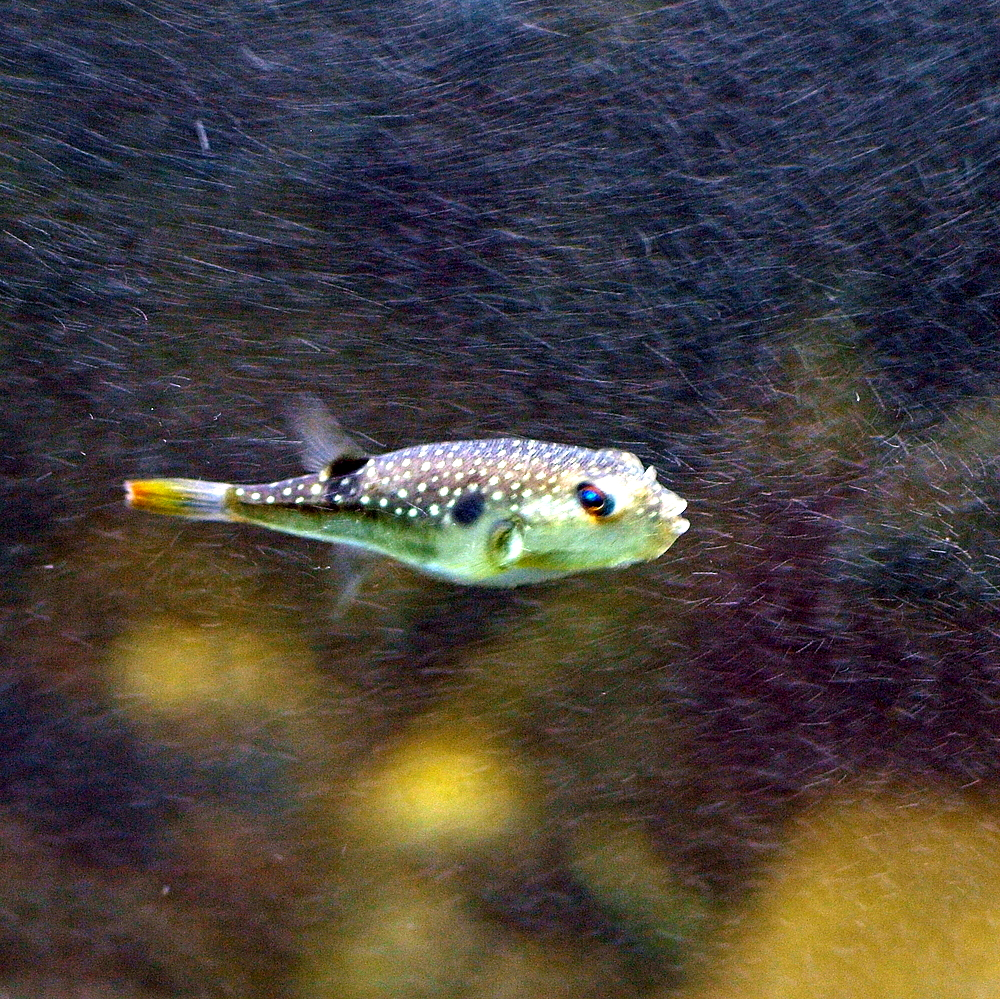

복섬(Takifugu niphobles, Grass puffer)은 참복과에 속하는 물고기종이다. 홍콩, 대만을 포함한 중국의 태평양 북서부, 일본, 한국, 필리핀, 베트남에서 풍부한 개체수를 보인다. 20미터 깊이까지 해안 물 안에서 주로 발견되지만 종종 기수에서도 목격되며 민물에도 들어가는 것으로 기록되기도 했다. 복섬은 최대 15 cm (6 in) 길이까지 성장한다.

## 인간과의 관계
복섬은 벌레, 새우, 바다물이, 물고기 조각 등 여러 미끼를 이용하여 해변, 부두에서 잡힌다. 어린이들이 잡는 것으로 대중화되어 있지만 창자에 극심한 독 테트로도톡신이 포함되어 있어서 잠재적으로 인간에게 치명적이다.

## 같이 보기
- 흰점복